# Лоренц Саладін
Лоренц Саладін (нім. Lorenz Saladin; 28 жовтня 1896, Нуглар-Санкт-Панталеон, Швейцарія — 7 вересня 1936, льодовик Південний Інильчек, Киргизстан) — видатний швейцарський альпініст, дослідник гір СРСР.
Лоренц Саладін, або Ленц, як його називали друзі, народився в маленькому швейцарському селі Нуглар-Санкт-Панталеон (Nuglar-St. Pantaleon) у кантоні Золотурн (нім. Solothurn). Дитинство Лоренца не було безтурботним, незабаром після його народження, батьки Лоренца розлучилися. У більш старшому віці Лоренц підробляв на різних роботах, важко заробляючи собі на хліб.

Під час Першої Світової війни він, будучи на службі в армії, патрулював кордон Швейцарії в своєму рідному кантоні.

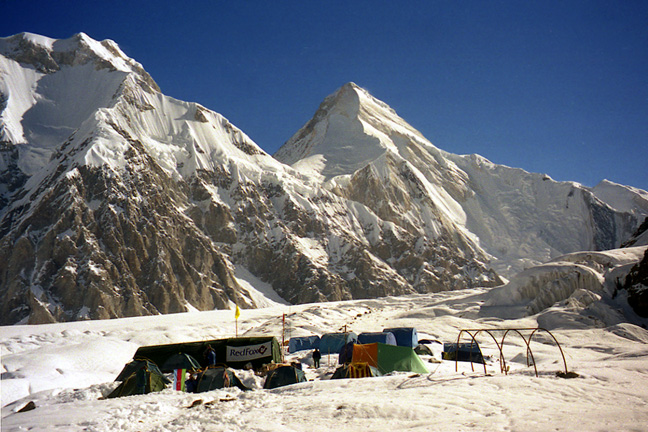
Базовий табір на льодовику Південний Інилчек, висота 4000 м; на другому плані Хан-Тенгрі

З 1920 по 1932 рр. Лоренц багато подорожував по Європі, Південній Америці та США, не гидуючи ніяким підробітком, де були вільні місця. За час своїх мандрів, він пристрастився до фотографії і з часом став справжнім професіоналом.
Свої політичні погляди Лоренц завжди ставив на стороні Комуністичної партії Швейцарії (КПШ). І тому не дивно, що коли, в юнацькі роки Лоренц захопився також альпінізмом, він з радістю взяв участь у першій Швейцарській експедиції на Кавказ, будучи в складі гірськолижного клубу Цюриха. Його звіт та фотороботи з цієї поїздки широко публікувалися в пресі.
У парі зі своїм одноклубником Вернером Вікертом (нім. Werner Wickert), Лоренц першим з швейцарців піднявся на кавказьку вершину — Ушбу, що оцінювалася в той час усіма альпіністами як найважчий для сходжень пік Кавказу.
Незабаром після цього, Лоренц познайомився з московським студентом і альпіністом Георгієм Харлампієвим і в 1934 р. приїхав на Кавказ. За рекомендацією своїх російських знайомих, запрошує радянського альпініста Георгія Харлампієва в свою групу на роль гіда (можна сказати — провідника) для здійснення сходжень на Кавказі. Харлампієв, разом зі швейцарськими альпіністами, здійснює численні сходження в різних районах Кавказу: Безенгі, Дих-су, Караугом.
1935. Супроводжуючи групу німецьких альпіністів, Г. Харлампіев здійснив гірський похід з Кабарди до Сванетії. Потім на запрошення керівника німецької групи (Мюнхенський клуб любителів природи), Г. Шмадерера він здійснює з ними траверс Ушби, ставши першим радянським альпіністом, що пройшов цей траверс. (Це був той самий Шмадерер, ім'ям якого було названо маршрут першопроходження на Шхельду — «ребро Шмадерера»). Знаючи про пристрасть Гока Харлампієва до гірської фотографії, нові швейцарські та німецькі товариші по сходженнях подарували йому прекрасну фотоапаратуру. У наслідку факт такого дарування органами НКВС був розцінений, як оплата послуг Харлампієва за роботу з групою ворожих шпигунів. (Г. Харлампіев був розстріляний на Бутовському полігоні НКВС).
1935. Лоренц Саладін (майбутній сходжувач на Хан-Тенгрі і на пік Саладіна на Тянь-Шані — названий так згодом по імені видатного швейцарця), Отто Фурер, Вальтер Фрай і Гац Граф (що піднявся на Ушбу і залишив свою візитку на вершині Кічкинеколу у Гвандрі) — були першими почесними гостями, які відвідали щойно створений на галявині Штулу ленінградський альпіністський табір.
1936 рік. Здається, Ленцу пощастило — він цього року за порукою Комінтерну приїхав до СРСР. Для нього зажевріла можливість потрапити у великі гори Тянь-Шаню чи радянського Паміру.
Передісторія цієї події така: П'ятеро друзів: Георгій Харлампієв, Михайло Дадіомов, Леонід Гутман, скульптор Євген Абалаков і його брат Віталій мали намір відправиться в геологічну експедицію, з метою сходження на вершину семитисячника Музтаг-Ата (7546 м, в Китаї). Їх експедиція фінансувалася Всесоюзною центральною радою профспілок, однак вони так і не отримали необхідного дозволу від Китайського уряду. Тоді вони вирішили зробити спробу сходження на інший семитисячник — Хан-Тенгрі (7200 м) на Памірі. Цей пік примітний тим, що серед всіх інших має дуже короткий альпіністський сезон в році, на ньому більш суворі погодні умови. І для такої складної задачі у групи альпіністів був не зовсім вдалий час; а відсутність необхідної підготовки привела до катастрофи. У цю групу і був запрошений Лоренц Саладін.

Кращий варіант для здійснення планів Саладіна важко було придумати. Тим більше, що він був знайомий з низкою радянських альпіністів, з якими здійснював сходження на Кавказі і ті природно непогано впізнали його. І навіть те, що група збиралася досить сумбурно, його не відштовхнуло від участі в цій експедиції. Але тут на шляху в далекі гори, та ще в прикордонну зону, встав факт отримання перепустки в цю саму зону. Перепустки туди видавалися тільки органами НКВС, а Саладін приїхав в Союз по лінії міжнародної організації, до якої НКВД не ставився особливого приязно, а в Москві він проходив по лінії Комітету у справах фізкультури і спорту.

Отже, наступаючий новий 1936 р. міг стати цілком успішним, але прикордонна зона для Саладіна залишалася недоступною, як і раніше. Користуючись своїм авторитетом, Євген Абалаков отримує згоду в профспілках просто іменуватися «самодіяльною альпіністською групою ВЦРПС».

1936 рік. Лоренц Саладін, Леонід Гутман та Євген Абалаков в той літній сезон планували близько місяця попрацювати на розвідці олова на Туркестанському хребті, потім, зустрівши Михайла Дадіомова, вчотирьох піти на Хан-Тенгрі. Але організаційно не все виходило, як хотілося б. Віталій Абалаков взагалі то не збирався їхати на великі гори. Він все літо очолював дві школи інструкторів альпінізму, а потім його мобілізували в школу інструкторів ЦБКА. У Терскол він отримав телеграму з Фрунзе, в якій брат просив — «виручай, допоможи, експедиція розвалюється, Гутман захворів, положення безвихідне». Утрьох йти на таке сходження було б божевіллям. Віталій деякий час вагався — не поїдеш — все життя потім будеш себе картати, якщо там щось трапиться. Він терміново зібрався, взяв з собою про всяк випадок списані армійські валянки, громіздкий фанерний ящик з деяким спорядженням та їжею і поїхав.

По приїзді в базовий табір меду братами відбулася коротка нарада. Євген роблячи акцент на те, що Віталій має досвід спілкування з військовою комендатурою, радив їхати у Фрунзе саме йому. У місті Віталій швидко знайшов будинок бібліотеки і пояснивши молоденькій бібліотекарці суть справи — йому потрібні книги про альпінізм і альпіністів. Дівчина зі своїх запасів віддала йому багато проханих книг. Поцікавилася — «навіщо?» І, отримавши відповідь зазначила, що і сама цікавиться альпінізмом і горами. У будинку комендатури, представившись коменданту, Віталій по-армійському, чітко виклав суть питання. Розповів, що Лоренц Саладін два роки пропрацював в «Оловорозвідці», в Туркестані піднімав на великі висоти вантажі експедиції та обладнання. Був у Віталія Абалакова заступником під час сходження роти Середньоазіатського військового округу на пік Трапеція. Що тоді вдалося організувати сходження на шеститисячник 78 осіб при повному бойовому спорядженні, навіть зі станковими кулеметами. Виклав колекцію книг з місцевої бібліотеки і розкрив їх на тих сторінках, де були фото членів їхньої нинішньої експедиції.
 — Дивіться, — показав він на фотографію потужного Ленца — він практично червоний командир (!). Виявилося, комендант багато знав про високогірну підготовку бійців САВО. Він зазначив, що альпінізм і суворі гірські переходи — найкращий спосіб підготовки молодого бійця. Повертаючись до питання про перепустку для Лоренца, він запитав:
 — Ви знаєте, що дозвіл на перепустку іноземцям в прикордонну зону дає тільки Москва? — Віталій ствердно кивнув. Подивившись ще раз на фотографію, комендант посміхнувся і сказав:
 — Червоний командир, ви кажете? Червоному командирові треба допомогти. Будемо відправляти запит до Москви. І дав розпорядження на оформлення документів.
1936 р., вересень. На висоті 5600 група викопала велику снігову печеру для укриття від завірюх, що вже починалися. Перші два дні — усі безвилазно сиділи в печері. Віталій Абалаков запропонував групі робити черговий вихід з табору «6600» без нічого, залишивши основний вантаж в печері. Бажання піднятися швидко — в альпійському стилі, зрозуміло. Однак складний рельєф, відсутність акліматизації і несприятлива погода зробили свою справу. Періоди нестійкої погоди ставали усе тривалішими і холоднішими. Альпіністи, які вже мали висотний досвід, не могли всього цього не враховувати. Але… бажання якнайшвидше досягти бажаної вершини, відсувало здоровий глузд на задній план.
Для того, щоб додати хоч щось до фізичного стану групи, Євген посилює режим: ранкова зарядка, пробіжки, лазіння і подолання льодового рельєфу. Сам він обливається крижаною водою. Замість зарядки виходить до обталого льодовика, щоб там полазити. Одного разу зі схилу спустився тільки до вечері, коли йому вдалося-таки траверсувати весь схил, прорубуючи по ньому сходинки.
Все це, по-своєму добре, але час невблаганно відраховує години і дні, які залишаються в запасі для основного штурму. У Саладіна досі немає перепустки. Клопоти у Фрунзе доручені Леоніду Гутману. Але від нього немає позитивних звісток — він у лікарні. А в групі тривало обговорення ситуації.
Що у них було в активі «за»?: Галасливі заперечення, пропозицію повернутися додому…? Чи не слабким аргументом було те, що вже витрачено велику частину грошей. Зрештою «на кону» стояв престиж першого і єдиного підкорювача піку Сталіна. Але все переважила думка Ленца — треба обов'язково зробити спробу сходження на Хан-Тенгрі. Особисто для нього був один немаловажний фактор — тінь війни, що насувається, згущувалася над Європою, і Ленц відчував, що наступної спроби у нього може і не бути. Вирішили так — у Віталія хоч яка-ніяка, але все-таки акліматизація на Дих-Тау, у трьох хлопців — в Туркестані, правда, у Михайла з набором висоти було слабенько. Йти треба буде швидко, без попереднього закидання вантажів і акліматизаційних сходжень. «Ну, повернемо назад, якщо не зможемо піднятися», — обманювали себе всі члени групи. На тому й зупинилися.
Ті, хто знайомий з розкладом «погоди-непогоди» в тому районі, прекрасно розуміють, що означає 5-го вересня опинитися на вершині такої висоти і в таку погоду. На Хан-Тенгрі була надзвичайно нестійка погода: лютували скажені бурани і температура різко падала до −30 °.
Останні десятки метрів підйому до вершини виявилися самими напруженими у боротьбі з вітром і морозом. Нарешті сніговий гребінь вивів сходжувачів до групи скель — і… ось вона, сніжна шапка самої вершини! Навколо нічого не видно… Вітер люто жене сніг і проморожує наскрізь. Навкруги хмарний шторм, і лише на південь видніється якась одна вершина.
Люди насилу зробили останні кілька кроків і скупчилися біля каменю, який хоч якось захищав їх від вітру. Євген пішов шукати сліди алмаатинців (вони піднімалися на вершину перед групою москвичів). Але ні шашки з вкладеною запискою, ні туру в західних скелях не було виявлено. Він обійшов всю вершину — гігантський сніговий купол, найбільш піднесений в північно-східній частині, який спускається на зразок великого пологого снігового плеча на південний захід. Євген склав на скелястому острівці південно-західного плеча тур, вклав у нього шматочки сухої смокви в обгортці і повернувся до групи. Складена записка, вкладена в жерстяну банку і захована в каменях. Висота за альтиметром — 7220 м.
Копія записки:
|  | Самодіяльна група ВЦРПС під керівництвом Абалакова Євгена у складі: Абалакова Віталія, Саладіна Лоренца, Гутмана Леона, Дадіомова Михайла піднялася по західному ребру 5 вересня 1936 р. об 11:00 на вершину Хан-Тенгрі. Сходження почали з південної гілки льодовика Інильчек 30-го о 22 год. Начальник групи Абалаков. |

На звороті записки додано:
|  | Люфт № 10... 5. Висота з поправкою на тиск 7210. Слідів перебування груп Погребецького і алмаатинців не знайдено, всі вершини закриті хмарами, лише на вершині Хан-Тенгрі ясно і вітряно. |

Отже — самодіяльна група ВЦРПС під керівництвом Євгена Абалакова у складі: Абалакова Віталія, Саладіна Лоренца, Гутмана Леоніда та Дадіомова Михайла піднялася по західному ребру 5 вересня 1936 р. об 11:00 на вершину Хан-Тенгрі.
Ленц вже нічого не фотографує, бо руки у нього дуже обморожені. Євген бере у нього «лійку» і робить кілька кадрів.
На вершині похмурого Хан-Тенгрі вони провели 40 хв і почали спуск. Увечері Лоренц Саладін і Міша Дадіомов заявили, що відчувають себе дуже погано, пальці на руках починають обмерзати. Терміново було вжито всіх необхідних заходів, але розтирання нічого не дали.
Спуск з вершини був драматичний і технічно небезпечний. На спуску почався сильний буран, Льоня Гутман в одному місці зняв рюкзак, його поривом вітру тут же здуло вниз по схилу. Льоня спробував його утримати, і новим поривом вітру був скинутий вниз по схилу. Пориви вітру були страшні. Гутман пролетів майже 200 м по схилу, отримав важкі удари. Лежав без свідомості. Решта нагорі були настільки вже знесилені самі, що могли тільки повзти до нього вниз по схилу. Гутмана вони поклали на намет і волоком підтягли до печери. Всі були настільки перевтомлені переходом, що не відчували, як спали цю ніч. Виявляється, Віталій та Дадіомов лежали у великому озері води, що за ніч натанула в печері.
Наступного дня зроблена спроба спускати Льоню. Упакували його в намет, як в кокон. По глибокій траншеї свіжого снігу з величезною напругою протягли його метрів на сто вниз, поки зовсім не знесиліли. Закутали Льоню, як могли, і залишили на нічліг «на висілках» (благо знайшли якусь подобу сніжної полички). Самі піднялися на ночівлю в печеру. Женя кілька разів спускався до Льоні, підгодовував його.
В останній день спуску Льоня зміг йти сам. На крутих схилах доводилося спускати Льоню і Мішу на верхній страховці. Ленц поспішає вийти раніше. Він відчуває, що сили покидають його — ще трохи, і він не зможе самостійно спускатися. Група ділиться на дві частини — Ленц, Леонід та Євген втрьох виходять раніше. Віталій з Дадіомовим затримуються — Міша зовсім поганий. Спочатку він спускався на страховці Віталія, потім до нього потихеньку підходив Абалаков. Кілька годин тривав такий спуск.
У цей час Євген вирішується на дуже ризикований крок. Він вирішив з'їхати вниз по кулуару. Негнучкими пальцями він змотав мотузку, повісив через плече. Сівши впритул до Дадіомова, дав йому в руки льодоруб, пояснивши свою затію, потім прихилившись до Михайла всім тілом, він відштовхнувся і поплив льодовим кулуаром вниз. Це був останній шанс удвох залишитися в живих. По такому крутому схилу ніхто і ніколи не глисирував сидячи (!). Ураган бушував на всю. Швидкість глисирування починала наростати. У летючій імлі було важко контролювати швидкість спуску — з останніх сил налягав на рукоятку льодоруба, гальмуючи, там, де виходило — скріб зубами кішок по шорсткій кризі, зігнуті ноги зводило від судоми. Вони легко уявляли собі, що тільки хто з них послабить хоч на мить зусилля гальмування — і вниз по кулуару все швидше і швидше полетять шкереберть два тіла…

Коли якимсь дивом скінчився весь цей кошмар під назвою «спуск», внизу в ущелині вони змогли розгледіти коней, що рухалися наверх, а разом з ними двох чудесних погоничів — Карибаха і Тактасена. Схоже, що передчуття біди штовхнуло погоничів рушити назустріч.

На коней посадили Михайла і Ленца, який скаржився на нестерпний біль в ногах. Заночували, так і не дійшовши до інших коней. Після важкої ночі, вийшли в 9:00 ранку. Ленц і Михайло відчували себе погано. Довго йдуть рівною мореною. Попереду коня Ленц. Тактасен рано вранці пішов за кіньми, з'явився з трьома з них і допоміг перевантажити речі. Рухалися по суті справи, втративши контроль за перебігом часу. Нарешті зустрілися з погоничами-киргизами, які привезли жердини для носилок. Ленца вдалося підняти на спеціально пов'язане каркасне сідло.
Добралися до нижнього табору. Ніч була тепла. Встали зі світанком. Ленц перебирає свої речі. Просить то про одне, то про інше… Обличчя його загострилося, погляд мутний. Коли рушили далі, Євген помітив, що з руки Ленца впала рукавиця, і він повернувся її підібрати. Сказав Ленцу, що, якщо йому тепло, краще зняти і другу рукавицю. Ленц відповів російською: «Не понимаю…», а через кілька хвилин, уткнувся головою в луку сідла. Євген підняв його голову — Лоренц був мертвий…
У той рік, рік переможного сходження на заповітну мрію — тянь-шанський велетень Хан-Тенгрі Лоренцу Саладіну виповнилося всього 36 років.
Ленца поховали на Інилчеку на злитті двох гірських річок, біля колонади високих ялин під мармуровою скелею Євген написав олівцем на надгробному камені: "Саладін Ленц. Помер 17/IX/1936 р. ". Висікти напис вже не зміг…
Книга-альбом німецьких журналістів і альпіністів Еміля Зопфі і Роберта Штейнера про участь Лоренца Саладіна в експедиції, сходження і його смерть після перемоги над гігантом Хан-Тенгрі, випущена видавництвом «AS VERLAG», Zurich 2009. Про Лоренца і його останні години життя писали і в СРСР. Відомий журналіст і письменник Євген Симонов в 1961 р. у своїй книзі «Вершина без адреси», конкретно в нарисі «Не ти переміг Канн-Тоо» докладно описав драматичне сходження групи Євгена Абалакова на Хан-Тенгрі. Особливо в нарисі вдалися портрети братів Абалакових. Леонід Гутман, Михайло Дадіомов і швейцарський сходжувач Лоренц Саладін (комуніст і відомий альпініст) в цьому нарисі знайшли своє гідне місце. А ось щодо того від чого помер Саладін — є тільки коротке припущення, що Лоренц перед смертю скаржився на болі в спині. Цілком припустимо, що отруйні виділення (гангрена) могли потрапити в спинний мозок і призвести до смерті. Але тоді як ставиться до версії, що Лоренц сидячи в сідлі ножем розкривав рани і протирав їх гасом?!

## Ресурси Інтернету
- История альпинизма в лицах: Лоренц Саладин (Lorenz Saladin) [Архівовано 3 липня 2014 у Wayback Machine.]
- Emil Zopfi's webpage reference to book [Архівовано 14 липня 2020 у Wayback Machine.]
- Photo-gallery of Saladin's last expedition [Архівовано 15 травня 2014 у Wayback Machine.]
- Portrait Lorenz Saladin